# Rolf Breuer

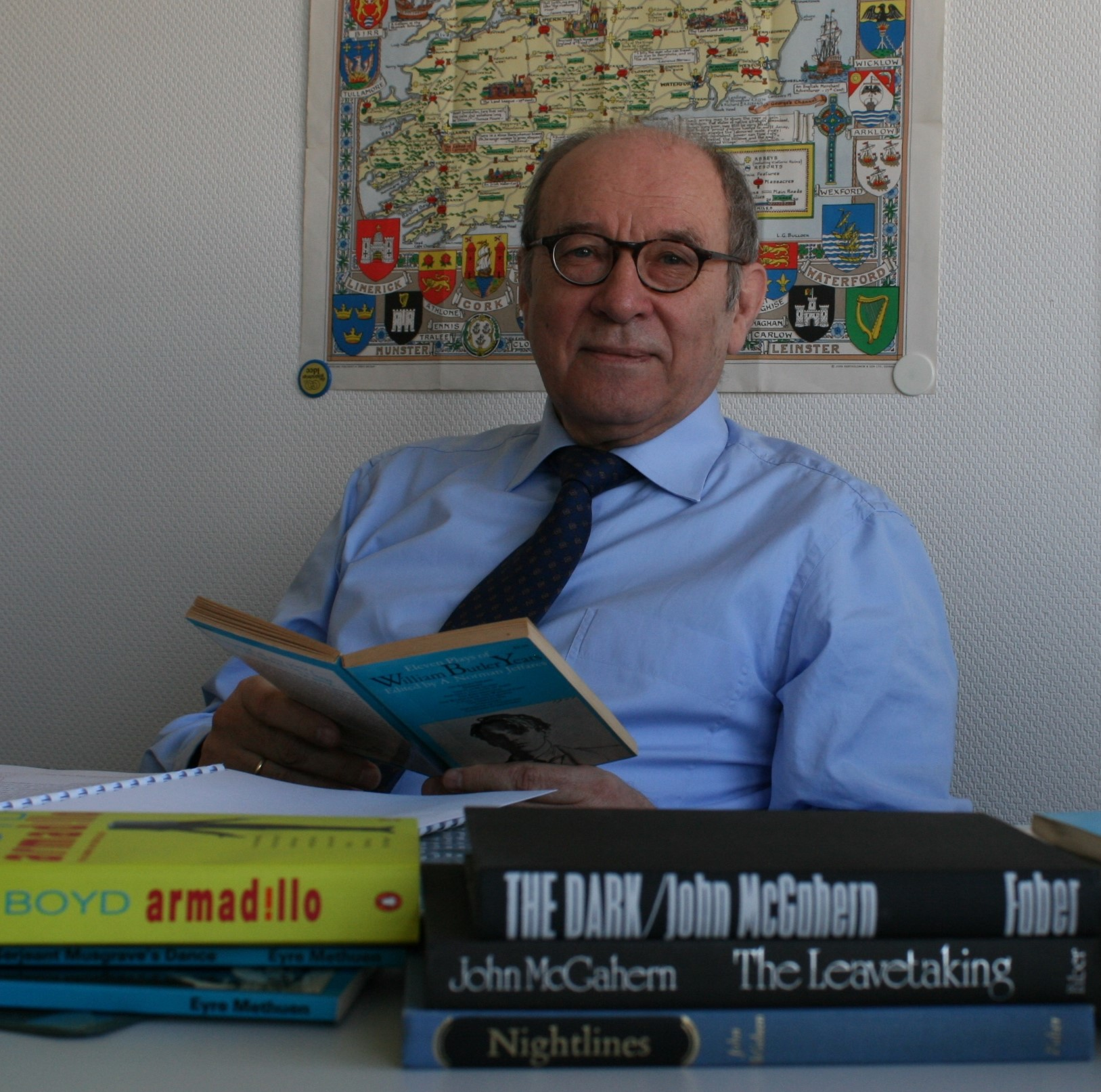
Rolf Breuer 2011 inmitten von Büchern am Schreibtisch in seinem Arbeitszimmer.

Rolf Breuer (* 13. Oktober 1940 in Wien) ist ein deutscher Anglist und Literaturtheoretiker.

## Werdegang
Breuer legte 1961 am Comenius-Gymnasium in Düsseldorf sein Abitur ab, studierte Anglistik, Romanistik und Philosophie an den Universitäten Bonn und Göttingen, promovierte 1967 mit der Dissertation Die Funktion der Naturschilderungen in den mittelenglischen Versromanzen an der Universität Göttingen. Im Anschluss daran arbeitete er als wissenschaftlicher Assistent an der Universität Regensburg, wo er sich 1975 mit einer Schrift über Samuel Beckett habilitierte. Von 1976 und 1977 war er Gastprofessor an der Universität von Massachusetts, Amherst. Danach vertrat er bis 1978 den Anglistik-Lehrstuhl an der Universität Bamberg, im Jahr darauf jenen an der Universität Marburg. Seit 1979 ist er Professor an der Universität Paderborn. 2009 wurde er emeritiert. Seine Arbeitsschwerpunkte liegen auf der Literaturtheorie, auf der Geschichte und Kultur Englands bis 1837, auf der Literatur der Romantik in England, der Literatur und Landeskunde Irlands, auf Samuel Beckett, zeitgenössischer metafiction, Folgeromanen und re-writes. Seit vielen Jahren publiziert er auch belletristische Texte. Er ist mit Cordula Breuer verheiratet und hat vier Kinder. Der Literaturwissenschaftler Horst Breuer ist sein Bruder.

## Schriften
- Die Funktion der Naturschilderungen in den mittelenglischen Versromanzen. Göttingen 1968.
- mit Rainer Schöwerling: Das Studium der Anglistik: Technik und Inhalte. Beck, München 1974. 2. Auflage 1982 (Beck’sche Elementarbücher).
- Die Kunst der Paradoxie: Sinnsuche und Scheitern bei Samuel Beckett. Samuel Beckett zum 70. Geburtstag. Fink, München 1976 (Kritische Information; Band 45).
- Literatur: Entwurf einer kommunikationsorientierten Theorie des sprachlichen Kunstwerks. Winter, Heidelberg 1984 (Britannica et Americana; Folge 3, Band 5).
- mit Uwe Böker und Horst Breuer: Die Klassiker der englischen Literatur: Von Geoffrey Chaucer bis Samuel Beckett. Econ, Düsseldorf 1985 (ETB; 10039: Hermes-Handlexikon).
- Tragische Handlungsstrukturen: Eine Theorie der Tragödie. Fink, München 1988.
- Nacht, Tag: Prosa. Igel, Paderborn 1993.
- Wi(e)dererzählungen: Prosa. Igel, Oldenburg 2002.
- Irland. Eine Einführung in seine Geschichte, Literatur und Kultur. Fink, München 2003 (UTB; Band 2406).
- Samuel Beckett. Eine Einführung. Mit Fotografien von Wilhelm Pabst. Fink, München 2005.
- Peter Ustinov als Autor – Eine Einführung. Fink, München 2008, ISBN 978-3-7705-4590-2.
- Handbuch der Hochstapelei in der Literaturwissenschaft. Igel, Hamburg 2009, ISBN 978-3-86815-174-9.
- Englische Romantik: Literatur und Kultur 1760-1830. Fink, München 2012, ISBN 978-3-8252-8500-5.
- Verhältnisse – Fünf Erzählungen. Igel, Hamburg 2012, ISBN 978-3-86815-563-1.
- Leben auf Mars – Erzählung. Igel, Hamburg 2015, ISBN 978-3-86815-701-7.
- Freisemester – Roman. Igel, Hamburg 2016, ISBN 978-3-86815-706-2.
- „Lucky Days: Begegnungen, die ich Beckett verdanke,“ Paderborner Universitätsreden, Paderborn 2017.
- Lange Schatten. Igel, Hamburg 2017, ISBN 978-3-86815-722-2
- Analytische Literaturwissenschaft – Essays und Aufsätze. Narr/Francke/Attempto, Tübingen 2019, ISBN 978-3-7720-8697-7.
- Max Becker: Aufbau – Trümmer – Geröll. – Roman. BoD, 2021, ISBN 978-3-7534-0330-4.
- Literarische Figuren gegen ihre Autoren. Paderborner Universitätsreden, Bd. 159. Paderborn 2022, ISSN 2748-6435.
- England: Geschichte, Gesellschaft, Kultur – Von den Anfängen bis zum Beginn des viktorianischen Zeitalters. Wissenschaftlicher Verlag Trier, Trier 2024, ISBN 978-3-9894001-9-1.
- Aufsätze in Anglia, Archiv für das Studium ..., The Bucknell Review, Germanisch-Romanische Monatsschrift, The Irish University Review, The Journal of Beckett Studies, Merkur, Modern Drama, The Modern Language Review, Neuphilologische Mitteilungen, New Literary History, Orbis Litterarum, Psychologie heute, Sinn und Form, Universitas, Zeitschrift für Semiotik
- Rezensionen